# Беатова карта
Беатова Карта або Карта Беатіна — середньовічна карта світу (Mappa Mundi), що була створена приблизно в 780 році іспанським монахом Беатом Льєбанським в Кантабрії, на півночі сучасної Іспанії. Карта є першим відомим прикладом так званих карт типу «Т і О» або «Orbis terrae» і є одним з найважливіших картографічних творів європейського раннього середньовіччя.
Карта наводилась у вступі до другої книги Беатового манускрипта «Коментар до Апокаліпсису» і створена на основі інформації, що міститься в Біблії, а також в творах Ісидора Севільського та Клавдія Птолемея. Головна її мета була не навести картографічно точне зображення світу та його континентів, а проілюструвати регіони місіонерської діяльності Апостолів.
Оригінал Беатового манускрипту втрачено, але до наших днів дійшли кілька його копій, зроблених в середньовіччі, які надають достатньо добру можлисть скласти уявлення про початковий оригінал.

## Уявлення європейців про світ в ранньому Середньовіччі

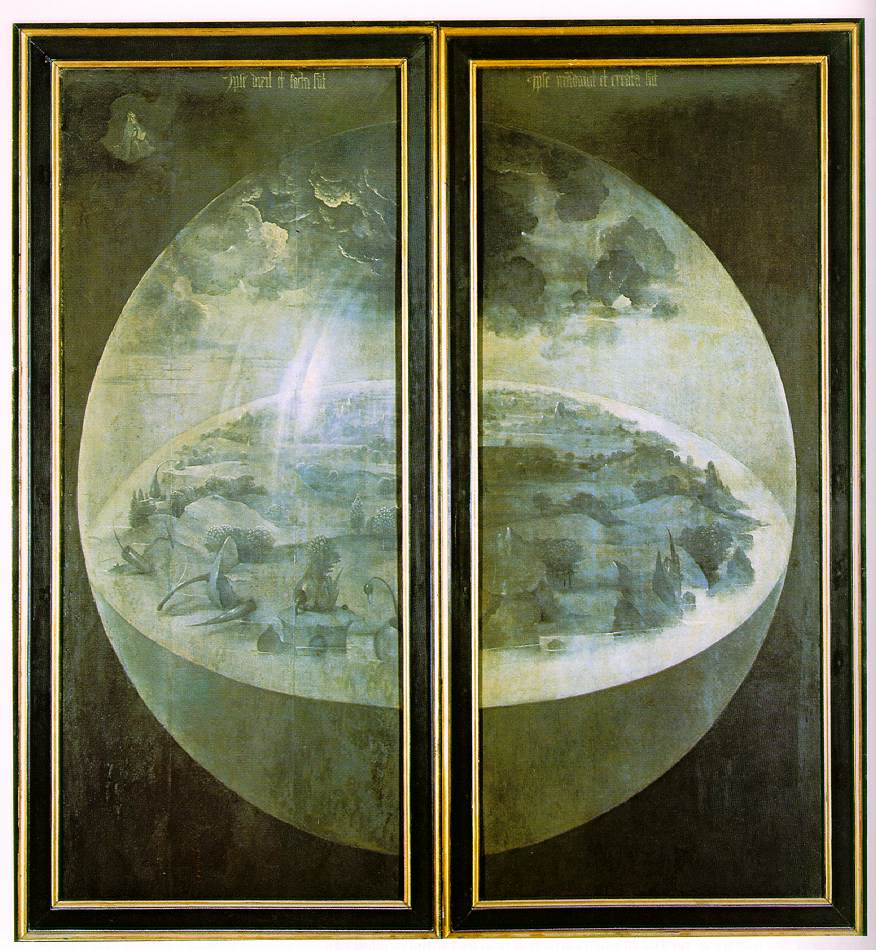
Цей образ «Саду земних насолод» ілюструє світогляд давніх юдеїв, який відображений у книзі Буття. Земля являє собою диск, оточений двома водними масами: верхні води, які час від часу падають на землю у вигляді дощу, коли Яхве відкриває небесні шлюзи і нижні води, утворені морями, озерами та океаном. У глибинах Космічної Сфери лежав шеол, житло мертвих до Судного Дня.

Згідно з текстами Книги Буття (яка була одним з основних джерел для Беата), Земля вважалася пласкою округлою площиною, яка підтримувала небесний склеп, по якому обертались Сонце, Місяць та інші малі світила, як-от планети і зірки. Існувало дві водні маси. Води над небосхилом утримувалися небесним склепінням і іноді, коли відкривалися шлюзи, потрапляли на Землю у вигляді дощу, тоді як нижня вода живила річки, струмки та великі солоні водні маси.
На цій mappa mundi світ представлений у вигляді круглого диска, оточенного океаном. Земля поділена на три континенти: Азію (верхнє півколо), Африку (правий нижній квадрант) і Європу (лівий нижній квадрант), кожен з яких належав нащадкам трьох синів Ноя: Сима, Хама та Яфета . Материки розділені водними потоками і внутрішніми морями, включаючи Середземне море (Європа-Африка), річку Ніл (Африка-Азія), Босфор і Егейське море (Європа-Азія). У центрі світу лежить Єрусалим, священний як для християнства, так і для юдаїзму. Саме тут Авраам збирався принести в жертву свого власного сина Ісаака, і тут відбулися Страсті та Воскресіння Христові. Концепція Єрусалима як пупа землі (ombilicum mundi) була типовою в середньовічній християнській теології. Наприклад, у «Божественній комедії» Данте починає свою подорож до пекла саме звідси.

## Опис материків

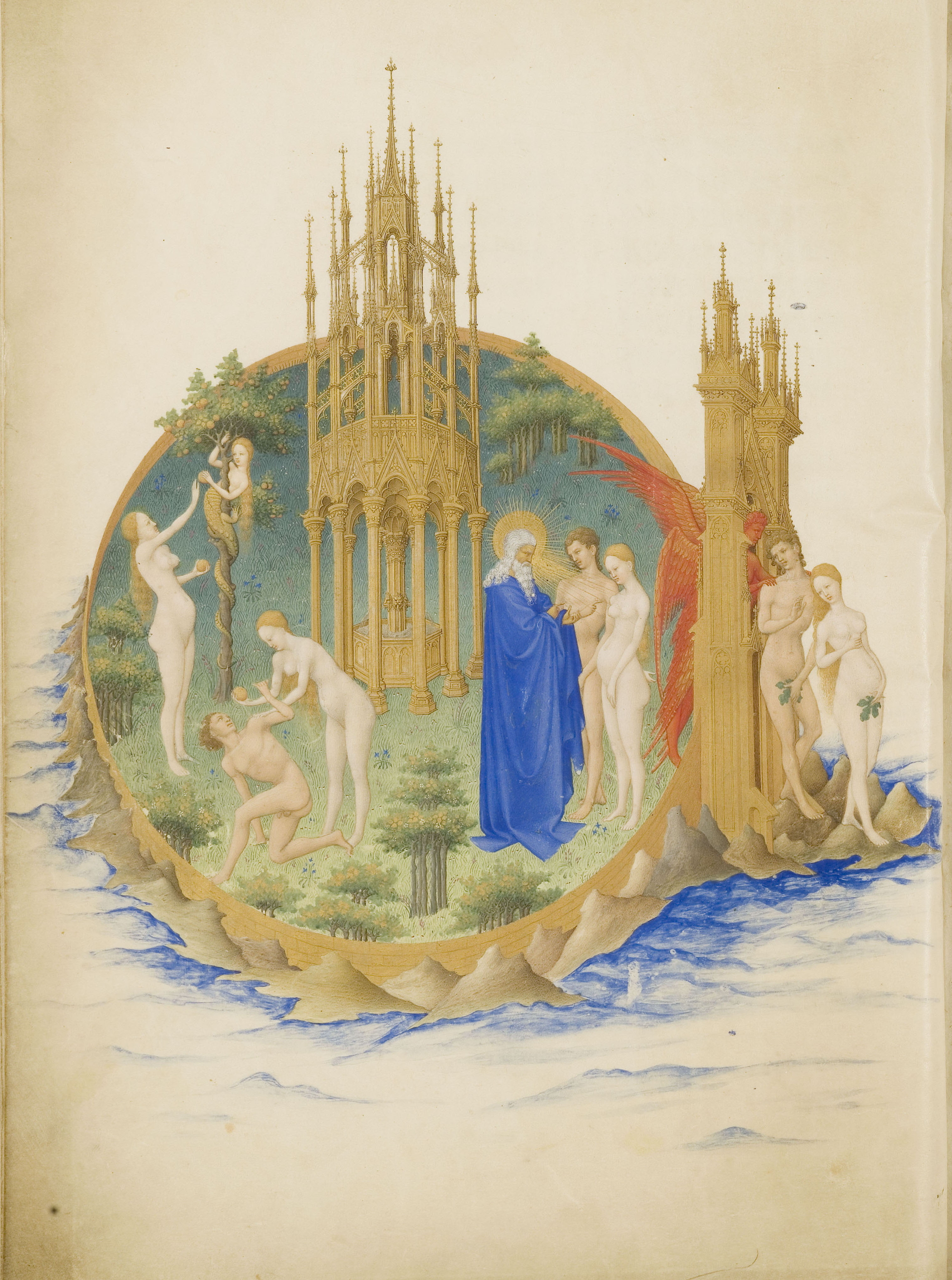
Ця ілюстрація з календарю у книзі «Розкішний часослов герцога Беррійского» зображує, як Адама і Єву виганяють із земного раю. У середні віки вважалося, що Едемський сад розташований на східному кінці світу, і теоретично до нього можна було дістатися. Колумб спробував це зробити.

### Азія
На східному кінці Азії лежить Едемський сад, земний рай, де ніколи не буває ні холодно, ні спекотно, і де ростуть усі види дерев та рослин. У його центрі стоїть Дерево життя, а поруч з ним — фонтан, з якого витікають чотири райські річки: Тигр, Євфрат, Фісон і Гіхон. Вхід до раю захищає херувим, який розмахує вогняним мечем.
На південному узбережжі азійського континенту розташована Індія, величезна територія, яку перетинають три річки: Інд, Ганг і Гіпан. Тут є велика кількість темношкірих людей, слонів, носорогів, прянощів і дорогоцінних каменів, таких як рубіни, смарагди або діаманти. Поля благословляє західний вітер, Фавоніо, і тому вони дають два врожаї на рік. Є Золоті гори, доступ до яких захищається від людей грифонами і драконами. Біля індійського узбережжя знаходяться острови Тапробане (Шрі-Ланка, колишній Цейлон), багаті дорогоцінними каменями і слонами, Хріса і Аргір, багаті золотом і сріблом, і Тайл, де дерева ніколи не втрачають листя (припускається, що це острів в Індонезії).
На захід від Індії знаходиться Парфія, область, що простягається між річками Інд і Тигр. Він розділений на п'ять різних провінцій. Власне Парфія, яку так називали парфяни, відважні воїни зі Скіфії, які заснували імперію, яка була на рівних з Римом. Ассирія, названа на честь Ашшура, сина Сима, славилася своїми пурпуровими барвниками та всіма видами пахощів і олій, де розташована Ніневія, столиця старої ассирійської імперії, і куди безрезультатно ходив проповідувати пророк Йона. Медес (північно-західний Іран), який поділений на дві частини, Великий Медес (Хамадан, Керманшахан, Казвін, Тегеран та Еспахан) і Малий Медес (Медес (Азарбайджан). Нарешті, є Персія, місце народження царя Кіра, помазанця Божого, і область, де вперше виникла магічна наука, яку ввів велетень Неброт, після того, як у Вавилоні виникло змішання мов.

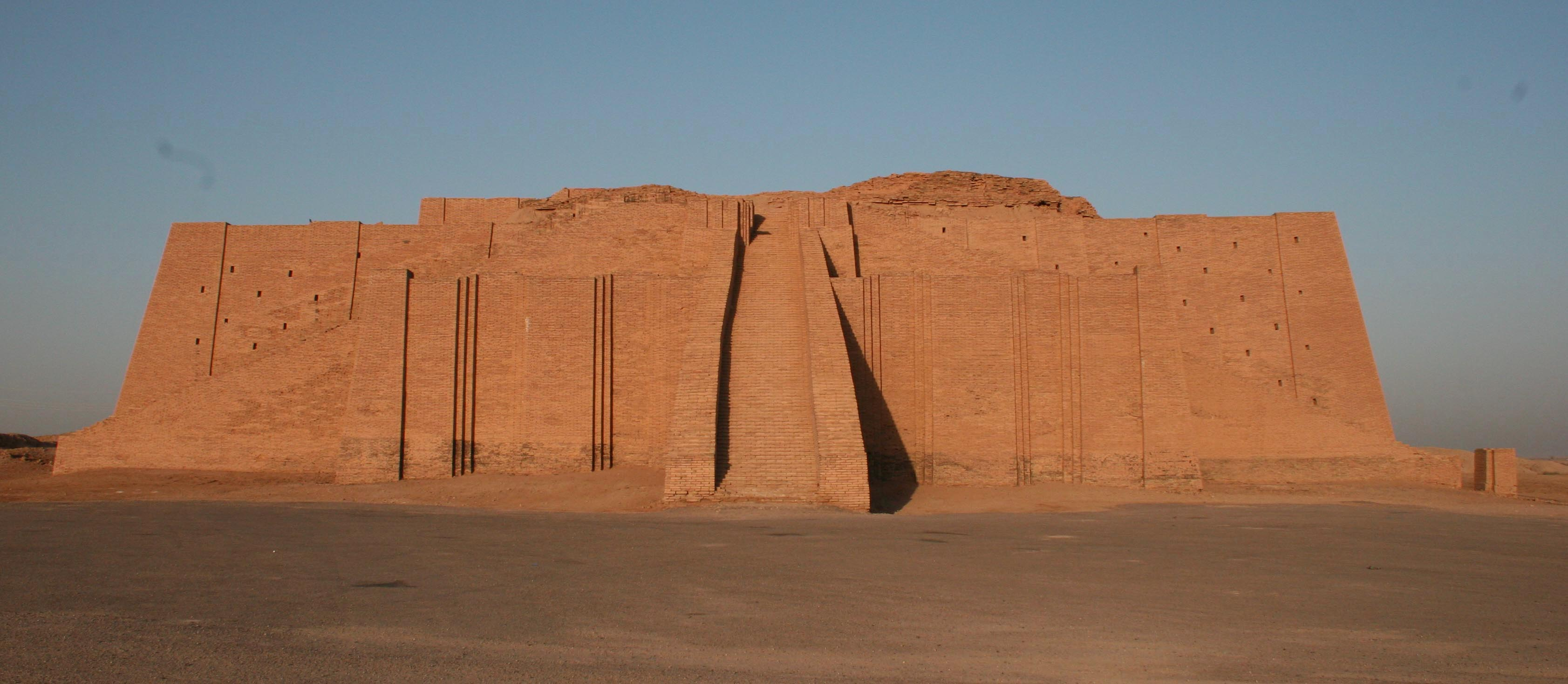
Авраамська традиція робить Ур Халдейський батьківщиною патріарха Авраама. Ранні іспанські хроніки Albeldense і Rotense, у розповіді про ісламське вторгнення в Іспанію, роблять тонку етнічну відмінність між загарбниками: бербери (наприклад, Тарік) отримали назву маврів, а араби (етнічна група Муси ібн Нусайра) називаються халдеями. В ті часи вважалося, що першою країною сарацинів була Халдея, а не Аравія.

Месопотамія — регіон, розташований між річками Тигр і Євфрат.Там ми знаходимо області Вавилон і Халдея. Вавилон був стародавнім завойовником Юдейського царства і місцем, куди був вигнаний єврейський народ. У цьому місті відбулися одкровення пророка Єзекіїля, які мали великий вплив на створення Пророчої хроніки. З Халдеї (на південь від Месопотамії), як припускають Астурійські хроніки, прийшли орди, які вторглися в Іспанію і були розбиті Пелайо в Ковадонзі. До найважливіших міст цього регіону належать Ур, місце народження патріарха Авраама, а також Ерех (або Урук), який був заснований Єнохом.
На південь від річки Євфрат і Sinus Persicum (Перської затоки) розташовувалася Аравія, пустельна область, південна частина якої (сучасний Ємен) отримала назву Аравія Фелікс — Щаслива Аравія. Це була багата родюча земля, відома своїм коштовним камінням, миррою та пахощами. У ній жив казковий Фенікс, птах, який, після смерті згорає і відроджується з попелу. На північно-східному кордоні Аравії, вже на територіях старої Римської імперії, простягалася провінція Сирія, межами якої були Кавказ і гори Тавр на півночі, річка Євфрат на сході, Середземне море та Єгипет на заході, і Аравія на півдні. Сирія мала три різні провінції: Комагену, Фінікію та Палестину. Територія Фінікії простягалася від Середземного моря до гори Ліван і Тиверіадського моря. У Фінікії були знамениті міста Сидон і Тір. В останньому вірили, що Ісусом Христом був пророк Ілля. Далі на південь була Палестина, яка була поділена на чотири різні провінції: Галілею, де розіп'яли Ісуса з Назарету, Тиверіадське море, де багато апостолів працювали рибалками, і Гору Табор, місце, де відбулося Преображення Господнє.

### Африка
За річкою Ніл, яка випливає з озера, лежить Африка. Магриб називається «Лівія», а Африка оточена морем червоного кольору.